# Storia dell'uomo (saggio)
Storia dell'uomo è un libro scritto dall'etnologo Carleton Stevens Coon che ripercorre gli ultimi cinquantamila anni, dal momento in cui lo sviluppo culturale si è sovrapposto a quello biologico, grazie alle invenzioni fondamentali di strumenti, alla scoperta del fuoco e all'incremento di conoscenze tecniche che hanno consentito di controllare le forze della natura. L'autore presenta la nascita e lo sviluppo di credenze, usi e costumi, la differenziazione delle razze, l'età neolitica, quella del bronzo e via via quella evoluzione che ha portato alla formazione di gruppi sociali più articolati e complicati.

## Edizioni
- Carleton S. Coon, Storia dell'uomo, I Garzanti, Garzanti, 1970,  pp.435 , cap. 12.